# كأس الأمم الإفريقية 2010
كانت كأس الأمم الإفريقية لعام 2010، المعروفة أيضًا باسم كأس الأمم الإفريقية أورانج لأسباب تتعلق بالرعاية، كأس الأمم الإفريقية السابعة والعشرين، وهي بطولة كرة القدم لإفريقيا التي تقام كل سنتين. وقد عُقدت في أنغولا، حيث بدأت في 10 يناير 2010 واختتمت في 31 يناير.
وفي هذه الدورة، انضمت إلى البلد المضيف أنغولا 15 دولة أحرزت تقدمًا في عملية التأهيل التي بدأت في أكتوبر 2007 وشاركت فيها 53 أفرقة وطنية إفريقية. وقد أدى انسحاب توغو بعد هجوم إرهابي على حافلتها عند وصولها إلى الدورة إلى خفض عدد الدول المشاركة إلى 15. تم لعب ما مجموعه 29 مباراة، بدلاً من 32 مباراة مقررة. فازت مصر بالبطولة، ولقبها السابع في كأس إفريقيا للأمم، والثالث على التوالي في إنجاز لم يسبق له مثيل، بفوزها على غانا 1–0 في المباراة النهائية.

## اختيار المضيف
العروض:
- أنغولا
- الغابون /  غينيا الاستوائية
- ليبيا
- نيجيريا

العروض المرفوضة:
- بنين /  جمهورية أفريقيا الوسطى
- بوتسوانا
- موزمبيق
- ناميبيا
- السنغال
- زيمبابوي

في 4 سبتمبر 2006، وافق اتحاد كرة القدم الإفريقية (كاف) على حل وسط بين الدول المتنافسة لاستضافة كأس الأمم الإفريقية بعد أن استبعد نيجيريا. وافق الكاف على منح الطبعات الثلاث التالية من عام 2010 إلى أنغولا وغينيا الاستوائية والغابون وليبيا على التوالي. وكلفوا أنغولا في عام 2010، غينيا الاستوائية وغابون، التي قدمت عرضًا مشتركًا في عام 2012، وليبيا لعام 2014. ولكن تم سحب الاستضافة منها لاحقًا ونقلها لجنوب إفريقيا بسبب الحرب الأهلية الليبية.
وقد منحت هذه الطبعة إلى أنغولا لتشجيع البلد على التحرك نحو السلام بعد الحرب الأهلية الأنغولية.
نيجيريا المضيفة السابقة مرتين هي المضيف الاحتياطي لبطولات 2010 و2012 و2014، في حالة فشل أي من البلدان المضيفة في تلبية المتطلبات التي حددها الكاف.
وتم دفع عجلة بطولة 2014 إلى 2013 وعقدت بعد ذلك في السنوات الفردية لتجنب تصادم الأعوام مع كأس العالم لكرة القدم.

## التصفيات
أعلن الاتحاد الإفريقي لكرة القدم أن تصفيات كأس العالم 2010 ستكون أيضًا ضمن تصفيات هذه البطولة. وعلى الرغم من أن أنغولا هي الدولة المضيفة لكأس الأمم الإفريقية 2010، إلا أنها كانت بحاجة أيضًا للمشاركة في تصفيات كأس العالم 2010. وهناك حالة مماثلة بالنسبة لجنوب إفريقيا. ورغم أنهم سيكونون مضيفين في كأس العالم 2010، إلا أنهم ما زالوا بحاجة إلى المنافسة في تصفيات كأس الأمم الإفريقية 2010.

### المنتخبات المتأهلة

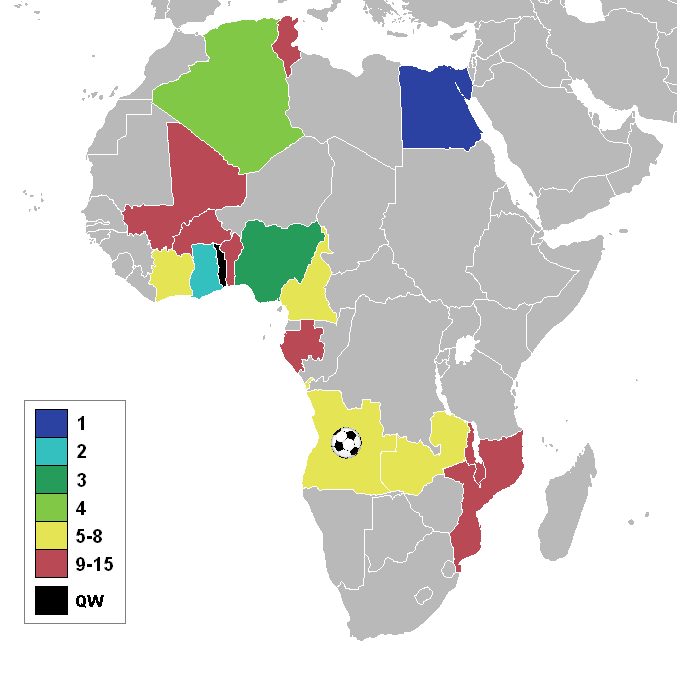
خريطة لإفريقيا تبين الأمم المؤهلة، تبرز المرحلة التي وصلت إليها.

| الفريق       | طريق التأهيل                        | تاريخ التأهيل  | الظهور          | آخر ظهور               | الأداء الأفضل السابق                                 |
| ------------ | ----------------------------------- | -------------- | --------------- | ---------------------- | ---------------------------------------------------- |
| أنغولا       | المضيف                              | 4 سبتمبر 2006  | الخامس          | 2008 (ربع النهائي)     | ربع النهائي (2008)                                   |
| الجزائر      | فائز المجموعة جيم من الجولة الثالثة | 6 سبتمبر 2009  | الرابع عشر      | 2004 (ربع النهائي)     | البطل (1990)                                         |
| الكاميرون    | فائز المجموعة ألف من الجولة الثالثة | 10 أكتوبر 2009 | السادس عشر      | 2008 (الوصيف)          | البطل (1984، 1988، 2000، 2002)                       |
| الغابون      | وصيف المجموعة ألف من الجولة الثالثة | 10 أكتوبر 2009 | الرابع          | 2000 (مرحلة المجموعات) | ربع النهائي (1996)                                   |
| بنين         | وصيف المجموعة دال من الجولة الثالثة | 11 أكتوبر 2009 | الثالث          | 2008 (مرحلة المجموعات) | مرحلة المجموعات (2004، 2004)                         |
| بوركينا فاسو | وصيف المجموعة هاء من الجولة الثالثة | 11 أكتوبر 2009 | السابع          | 2004 (مرحلة المجموعات) | المركز الرابع (1998)                                 |
| توغو         | ثالث المجموعة ألف من الجولة الثالثة | 14 نوفمبر 2009 | السابع          | 2006 (مرحلة المجموعات) | مرحلة المجموعات (1972، 1984، 1998، 2000، 2002، 2006) |
| تونس         | وصيف المجموعة باء من الجولة الثالثة | 6 سبتمبر 2009  | الرابع عشر      | 2008 (ربع النهائي)     | البطل (2004)                                         |
| زامبيا       | ثالث المجموعة جيم من الجولة الثالثة | 14 نوفمبر 2009 | الرابع عشر      | 2008 (مرحلة المجموعات) | الوصيف (1994)                                        |
| ساحل العاج   | فائز المجموعة هاء من الجولة الثالثة | 5 سبتمبر 2009  | الثامن عشر      | 2008 (المركز الرابع)   | البطل (1992)                                         |
| غانا         | فائز المجموعة دال من الجولة الثالثة | 6 سبتمبر 2009  | السابع عشر      | 2008 (المركز الثالث)   | البطل (1963، 1965، 1978، 1982)                       |
| مالاوي       | ثالث المجموعة هاء من الجولة الثالثة | 14 نوفمبر 2009 | الثاني          | 1984 (مرحلة المجموعات) | مرحلة المجموعات (1984)                               |
| مالي         | ثالث المجموعة دال من الجولة الثالثة | 11 أكتوبر 2009 | السادس          | 2008 (مرحلة المجموعات) | الوصيف (1972)                                        |
| مصر          | وصيف المجموعة جيم من الجولة الثالثة | 10 أكتوبر 2009 | الثاني والعشرون | 2008 (البطل)           | البطل (1957، 1959، 1986، 1998، 2006، 2008)           |
| موزمبيق      | ثالث المجموعة باء من الجولة الثالثة | 14 نوفمبر 2009 | الرابع          | 1998 (مرحلة المجموعات) | مرحلة المجموعات (1986، 1996، 1998)                   |
| نيجيريا      | فائز المجموعة باء من الجولة الثالثة | 11 أكتوبر 2009 | السادس عشر      | 2008 (ربع النهائي)     | البطل (1980، 1994)                                   |

## الأماكن
| لواندا              | لواندا كابيندا بنغيلا لوبانغوكأس الأمم الإفريقية 2010 (أنغولا) | كابيندا               |
| ------------------- | -------------------------------------------------------------- | --------------------- |
| ملعب 11 نوفمبر      | لواندا كابيندا بنغيلا لوبانغوكأس الأمم الإفريقية 2010 (أنغولا) | ملعب تشيازي الوطني    |
|                     | لواندا كابيندا بنغيلا لوبانغوكأس الأمم الإفريقية 2010 (أنغولا) |                       |
| السعة: 50,000       | لواندا كابيندا بنغيلا لوبانغوكأس الأمم الإفريقية 2010 (أنغولا) | السعة: 20,000         |
| بنغيلا              | لواندا كابيندا بنغيلا لوبانغوكأس الأمم الإفريقية 2010 (أنغولا) | لوبانغو               |
| ملعب أومباكا الوطني | لواندا كابيندا بنغيلا لوبانغوكأس الأمم الإفريقية 2010 (أنغولا) | ملعب توندافالا الوطني |
|                     | لواندا كابيندا بنغيلا لوبانغوكأس الأمم الإفريقية 2010 (أنغولا) |                       |
| السعة: 35,000       | لواندا كابيندا بنغيلا لوبانغوكأس الأمم الإفريقية 2010 (أنغولا) | السعة: 20,000         |

## القرعة
جرت قرعة البطولة النهائية في 20 نوفمبر 2009 في مركز مؤتمرات تالاتونا في لواندا، أنغولا. قُسِّمت الأفرقة الـ 16 إلى أربع مجموعات، حيث احتوى الإناء الأول على أفضل أربع دول مصنفة. أنغولا صنفت على أنها مضيفة ومصر على أنها حاملة اللقب. و قد صُنفت الأفرقة الـ 14 المتبقية على أساس سجلاتها في الطبعات الثلاث الأخيرة من المسابقة. وكان للكاميرون وساحل العاج أقوى سجلات، وأكملوا بذلك المصنفين الأوائل في الإناء الأول. وقد وُضعت الأفرقة الأربعة التي تم فرزها في مجموعاتها قبل السحب النهائي.
| الإناء 1                              | الإناء 2                     | الإناء 3                       | الإناء 4                                  |
| ------------------------------------- | ---------------------------- | ------------------------------ | ----------------------------------------- |
| أنغولا · مصر · الكاميرون · ساحل العاج | غانا · نيجيريا · تونس · مالي | زامبيا · بنين · الجزائر · توغو | بوركينا فاسو · موزمبيق · الغابون · مالاوي |

وأسفرت القرعة عن المجموعات التالية:
| مرك. | الفريق  |
| ---- | ------- |
| أ1   | أنغولا  |
| أ2   | مالي    |
| أ3   | الجزائر |
| أ4   | مالاوي  |

| مرك. | الفريق       |
| ---- | ------------ |
| ج1   | ساحل العاج   |
| ج2   | غانا         |
| ج3   | توغو         |
| ج4   | بوركينا فاسو |

| مرك. | الفريق  |
| ---- | ------- |
| ج1   | مصر     |
| ج2   | نيجيريا |
| ج3   | بنين    |
| ج4   | موزمبيق |

| مرك. | الفريق    |
| ---- | --------- |
| د1   | الكاميرون |
| د2   | تونس      |
| د3   | زامبيا    |
| د4   | الغابون   |

## المسؤولين عن المباريات
| الحكام | الحكام المساعدين |
| --- | --- |
| محمد بنوزة هيلدر مارتينز دي كارفاليو كوفي كودجا نوماندييز دوي عصام عبد الفتاح كومان كوليبالي راجيندرابارساد سيتشورن خليل جلال بدارا دياتا إدي مايلت دانييل بينيت جيروم دامون خالد عبد الرحمن كوكو دجاوبي قاسم بن ناصر محمد سيغونغا | إيناسيو مانويل كانديدو ديزيري غاهونغو إيفاريست مينكواندي ناصر صادق عبد النبي أنغيسوم أوغباماريام أيوبا هارونا حسن كمرانيفر فؤاد المغربي موفات تشامبيتي رضوان عشيق بيتر إديبي محمد الغامدي إينوك موليفي سلستين نتاغونغيرا بشير حساني كينيث تشيتشينغا |

## مرحلة المجموعات

### معايير حسم التعادل
إذا أنهى فريقين أو أكثر مرحلة المجموعات بنفس عدد النقاط، فإن تصنيفها يحدد بالمعايير التالية:
1. النقاط المكتسبة في المباريات بين الفرق المعنية؛
2. فارق الأهداف في المباريات بين الفرق المعنية؛
3. عدد الأهداف المسجلة في المباريات بين الفرق المعنية؛
4. فارق الأهداف في جميع مباريات المجموعة؛
5. عدد الأهداف المسجلة في جميع مباريات المجموعة؛
6. نظام نقاط اللعب النظيف مع مراعاة عدد البطاقات الصفراء والحمراء؛
7. سحب القرعة من قبل اللجنة المنظمة.

جميع الأوقات بالتوقيت المحلي (ت ع م+1)

### المجموعة ألف
| م | الفريق     | لعب | ف | ت | خ | أ.له | أ.ع | أ.ف | نقاط | التأهل                      |
| - | ---------- | --- | - | - | - | ---- | --- | --- | ---- | --------------------------- |
| 1 | أنغولا (H) | 3   | 1 | 2 | 0 | 6    | 4   | +2  | 5    | تقدم إلى مرحلة خروج المغلوب |
| 2 | الجزائر    | 3   | 1 | 1 | 1 | 1    | 3   | −2  | 4    | تقدم إلى مرحلة خروج المغلوب |
| 3 | مالي       | 3   | 1 | 1 | 1 | 7    | 6   | +1  | 4    |                             |
| 4 | مالاوي     | 3   | 1 | 0 | 2 | 4    | 5   | −1  | 3    |                             |

1. 1 2  النتيجة وجها لوجه: الجزائر 1–0 مالي.

| أنغولا                                                      | 4–4   | مالي                                             |
| ----------------------------------------------------------- | ----- | ------------------------------------------------ |
| - فلافيو 36'، 42' - جيلبرتو 67' (ركل.) - مانوتشو 74' (ركل.) | تقرير | - كيتا 79'، 90+3' - كانوتيه 88' - ياتاباري 90+4' |

| مالاوي                                      | 3–0   | الجزائر |
| ------------------------------------------- | ----- | ------- |
| - موافوليروا 17' - كافوتيكا 35' - باندا 48' | تقرير |         |

| مالي | 0–1   | الجزائر    |
| ---- | ----- | ---------- |
|      | تقرير | - حليش 43' |

| أنغولا                     | 2–0   | مالاوي |
| -------------------------- | ----- | ------ |
| - فلافيو 49' - مانوتشو 55' | تقرير |        |

| أنغولا | 0–0   | الجزائر |
| ------ | ----- | ------- |
|        | تقرير |         |

| مالي                                  | 3–1   | مالاوي           |
| ------------------------------------- | ----- | ---------------- |
| - كانوتيه 1' - كيتا 3' - باغايوكو 85' | تقرير | - موافوليروا 58' |

### المجموعة باء
| م | الفريق       | لعب | ف | ت | خ | أ.له | أ.ع | أ.ف | نقاط | التأهل                      |
| - | ------------ | --- | - | - | - | ---- | --- | --- | ---- | --------------------------- |
| 1 | ساحل العاج   | 2   | 1 | 1 | 0 | 3    | 1   | +2  | 4    | تقدم إلى مرحلة خروج المغلوب |
| 2 | غانا         | 2   | 1 | 0 | 1 | 2    | 3   | −1  | 3    | تقدم إلى مرحلة خروج المغلوب |
| 3 | بوركينا فاسو | 2   | 0 | 1 | 1 | 0    | 1   | −1  | 1    |                             |
| 4 | توغو         | 0   | 0 | 0 | 0 | 0    | 0   | 0   | 0    | انسحب                       |

تم طرد توغو من المسابقة بعد تفويت مباراتها الافتتاحية ضد غانا. أصبحت المجموعة باء مجموعة من ثلاث أفرقة.
| ساحل العاج | 0–0   | بوركينا فاسو |
| ---------- | ----- | ------------ |
|            | تقرير |              |

| غانا | ألغيت | توغو |
| ---- | ----- | ---- |
|      |       |      |

| بوركينا فاسو | ألغيت | توغو |
| ------------ | ----- | ---- |
|              |       |      |

| ساحل العاج                             | 3–1   | غانا                |
| -------------------------------------- | ----- | ------------------- |
| - جرفينيو 23' - تييني 66' - دروغبا 90' | تقرير | - جيان 90+3' (ركل.) |

| بوركينا فاسو | 0–1   | غانا         |
| ------------ | ----- | ------------ |
|              | تقرير | - أ. آيو 30' |

| ساحل العاج | ألغيت | توغو |
| ---------- | ----- | ---- |
|            |       |      |

### المجموعة جيم
| م | الفريق  | لعب | ف | ت | خ | أ.له | أ.ع | أ.ف | نقاط | التأهل                      |
| - | ------- | --- | - | - | - | ---- | --- | --- | ---- | --------------------------- |
| 1 | مصر     | 3   | 3 | 0 | 0 | 7    | 1   | +6  | 9    | تقدم إلى مرحلة خروج المغلوب |
| 2 | نيجيريا | 3   | 2 | 0 | 1 | 5    | 3   | +2  | 6    | تقدم إلى مرحلة خروج المغلوب |
| 3 | بنين    | 3   | 0 | 1 | 2 | 2    | 5   | −3  | 1    |                             |
| 4 | موزمبيق | 3   | 0 | 1 | 2 | 2    | 7   | −5  | 1    |                             |

| مصر                            | 3–1   | نيجيريا      |
| ------------------------------ | ----- | ------------ |
| - متعب 34' - حسن 54' - جدو 87' | تقرير | - أوباسي 12' |

| موزمبيق               | 2–2   | بنين                                     |
| --------------------- | ----- | ---------------------------------------- |
| - ميرو 29' - فومو 54' | تقرير | - أوموتويوسي 14' (ركل.) - كان 20' (ه.ذ.) |

| نيجيريا             | 1–0   | بنين |
| ------------------- | ----- | ---- |
| - ياكوبو 42' (ركل.) | تقرير |      |

| مصر                        | 2–0   | موزمبيق |
| -------------------------- | ----- | ------- |
| - كان 47' (ه.ذ.) - جدو 81' | تقرير |         |

| مصر                     | 2–0   | بنين |
| ----------------------- | ----- | ---- |
| - المحمدي 7' - متعب 23' | تقرير |      |

| نيجيريا                             | 3–0   | موزمبيق |
| ----------------------------------- | ----- | ------- |
| - أوديموينغي 45'، 47' - مارتينز 86' | تقرير |         |

### المجموعة دال
| م | الفريق    | لعب | ف | ت | خ | أ.له | أ.ع | أ.ف | نقاط | التأهل                      |
| - | --------- | --- | - | - | - | ---- | --- | --- | ---- | --------------------------- |
| 1 | زامبيا    | 3   | 1 | 1 | 1 | 5    | 5   | 0   | 4    | تقدم إلى مرحلة خروج المغلوب |
| 2 | الكاميرون | 3   | 1 | 1 | 1 | 5    | 5   | 0   | 4    | تقدم إلى مرحلة خروج المغلوب |
| 3 | الغابون   | 3   | 1 | 1 | 1 | 2    | 2   | 0   | 4    |                             |
| 4 | تونس      | 3   | 0 | 3 | 0 | 3    | 3   | 0   | 3    |                             |

1. 1 2 3  النتائج وجها لوجه: الكاميرون 0–1 الغابون، الكاميرون 3–2 زامبيا، الغابون 1–2 زامبيا. الترتيب وجها لوجه:

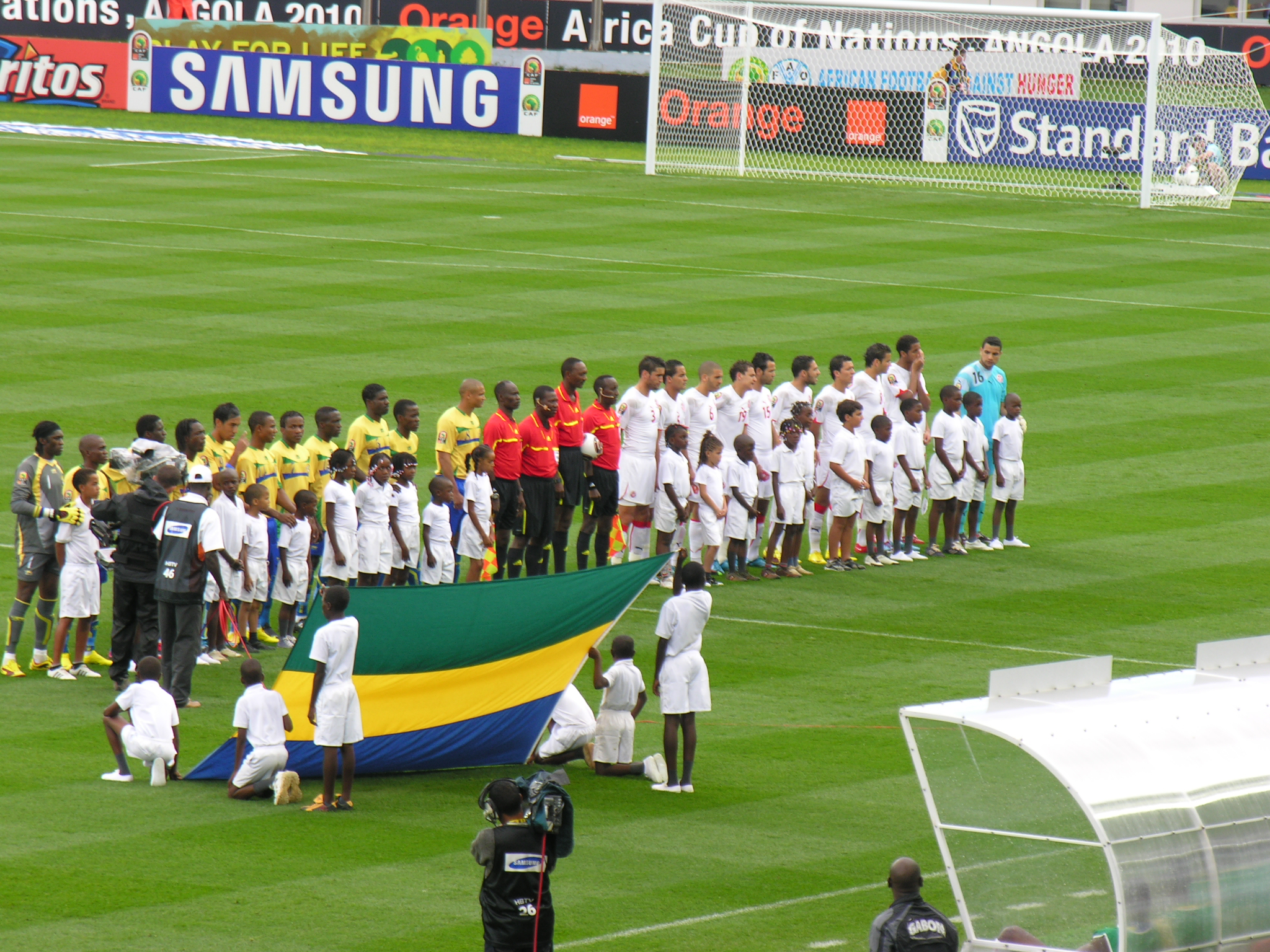
مباراة تونس والغابون

  - زامبيا: 3 نقاط، 0 فارق الأهداف, 4 أهداف لصالح
  - الكاميرون: 3 نقاط، 0 فارق الأهداف، 3 أهداف لصالح
  - الغابون: 3 نقاط، 0 فارق الأهداف، هدفين لصالح

| الكاميرون | 0–1   | الغابون     |
| --------- | ----- | ----------- |
|           | تقرير | - كوزين 17' |

| زامبيا        | 1–1   | تونس          |
| ------------- | ----- | ------------- |
| - مولينغا 19' | تقرير | - الذوادي 40' |

| الغابون | 0–0   | تونس |
| ------- | ----- | ---- |
|         | تقرير |      |

| الكاميرون                            | 3–2   | زامبيا                            |
| ------------------------------------ | ----- | --------------------------------- |
| - جيريمي 68' - إيتو 72' - إدريسو 86' | تقرير | - مولينغا 8' - كاتونغو 81' (ركل.) |

| الغابون            | 1–2   | زامبيا                      |
| ------------------ | ----- | --------------------------- |
| - دو ماركولينو 83' | تقرير | - كالابا 28' - تشامانغا 62' |

| الكاميرون               | 2–2   | تونس                             |
| ----------------------- | ----- | -------------------------------- |
| - إيتو 47' - نغويمو 64' | تقرير | - الشرميطي 1' - شيدجو 63' (ه.ذ.) |

## مرحلة خروج المغلوب
في مرحلة خروج المغلوب، تم تحديد الفائزين بواسطة الوقت الإضافي وركلات الجزاء الترجيحية إذا لزم الأمر.

### القوس
|  | ربع النهائي        | ربع النهائي       |                   |       | نصف النهائي | نصف النهائي |  |  | النهائي | النهائي |
|  |                    |                   |                   |       |             |             |  |  |         |         |
|  | 24 يناير – لواندا  |                   |                   |       |             |             |  |  |         |         |
|  |                    |                   |                   |       |             |             |  |  |         |         |
|  | أنغولا             | 0                 |                   |       |             |             |  |  |         |         |
|  | أنغولا             | 0                 | 28 يناير – لواندا |       |             |             |  |  |         |         |
|  | غانا               | 1                 |                   |       |             |             |  |  |         |         |
|  | غانا               | 1                 | غانا              | 1     |             |             |  |  |         |         |
|  | 25 يناير – لوبانغو |                   | غانا              | 1     |             |             |  |  |         |         |
|  |                    | نيجيريا           | 0                 |       |             |             |  |  |         |         |
|  | زامبيا             | نيجيريا           | 0                 | 0 (4) |             |             |  |  |         |         |
|  | زامبيا             |                   | 31 يناير – لواندا | 0 (4) |             |             |  |  |         |         |
|  | نيجيريا (ج.)       | 0 (5)             |                   |       |             |             |  |  |         |         |
|  | نيجيريا (ج.)       | 0 (5)             | غانا              | 0     |             |             |  |  |         |         |
|  | 24 يناير – كابيندا |                   | غانا              | 0     |             |             |  |  |         |         |
|  |                    | مصر               | 1                 |       |             |             |  |  |         |         |
|  | ساحل العاج         | مصر               | 1                 | 2     |             |             |  |  |         |         |
|  | ساحل العاج         | 28 يناير – بنغيلا |                   | 2     |             |             |  |  |         |         |
|  | الجزائر (ب.و.إ.)   | 3                 |                   |       |             |             |  |  |         |         |
|  | الجزائر (ب.و.إ.)   | 3                 | الجزائر           | 0     |             |             |  |  |         |         |
|  | 25 يناير – بنغيلا  |                   | الجزائر           | 0     |             |             |  |  |         |         |
|  |                    | مصر               | 4                 |       | النهائي     | النهائي     |  |  |         |         |
|  | مصر (ب.و.إ.)       | مصر               | 4                 | 3     | النهائي     | النهائي     |  |  |         |         |
|  | مصر (ب.و.إ.)       |                   | 30 يناير – بنغيلا | 3     |             |             |  |  |         |         |
|  | الكاميرون          | 1                 |                   |       |             |             |  |  |         |         |
|  | الكاميرون          | 1                 | نيجيريا           | 1     |             |             |  |  |         |         |
|  |                    |                   |                   |       |             |             |  |  |         |         |
|  | الجزائر            | 0                 |                   |       |             |             |  |  |         |         |
|  | الجزائر            | 0                 |                   |       |             |             |  |  |         |         |

### ربع النهائي
| أنغولا | 0–1   | غانا       |
| ------ | ----- | ---------- |
|        | تقرير | - جيان 15' |

| ساحل العاج           | 2–3 (ب.و.إ.) | الجزائر                               |
| -------------------- | ------------ | ------------------------------------- |
| - كالو 4' - كيتا 89' | تقرير        | - مطمور 39' - بوقرة 90+2' - بوعزة 92' |

| مصر                       | 3–1 (ب.و.إ.) | الكاميرون    |
| ------------------------- | ------------ | ------------ |
| - حسن 37'، 104' - جدو 92' | تقرير        | - إيمانا 25' |

| زامبيا                                         | 0–0 (ب.و.إ.) | نيجيريا                                         |
| ---------------------------------------------- | ------------ | ----------------------------------------------- |
|                                                | تقرير        |                                                 |
| ركلات الترجيح                                  |              |                                                 |
| - شيفوتا - كاتونغو - مايوكا - نييريندا - مويني | 3–5          | - ميكل - مارتينز - أوبينا - أوديموينغي - إنياما |

### نصف النهائي
| غانا       | 1–0   | نيجيريا |
| ---------- | ----- | ------- |
| - جيان 21' | تقرير |         |

| الجزائر | 0–4   | مصر                                                           |
| ------- | ----- | ------------------------------------------------------------- |
|         | تقرير | - عبد ربه 38' (ركل.) - زيدان 65' - عبد الشافي 80' - جدو 90+2' |

### مباراة المركز الثالث
| نيجيريا      | 1–0   | الجزائر |
| ------------ | ----- | ------- |
| - أوبينا 56' | تقرير |         |

### النهائي
| غانا | 0–1   | مصر       |
| ---- | ----- | --------- |
|      | تقرير | - جدو 85' |

## الجوائز
- أفضل لاعب في المنافسة:  أحمد حسن[8]
- لاعب اللعب بشكل منصف في المنافسة:  أحمد فتحي[8]
- لاعب اكتشاف المنافسة:  جدو[8]
- حارس مرمى المنافسة:  عصام الحضري[8]
- أفضل هداف:  جدو[8]

### أفضل أحد عشر
تم اختيار اللاعبين التاليين كأفضل لاعب في مراكزهم، على أساس أدائهم طوال الدورة. وقامت مجموعة الدراسة التقنية التابعة للمسابقة بتحليل عروضهم، وقامت المجموعة باختيار الفريق.
| حارس المرمى | المدافعين                               | لاعبي خط الوسط                                | المهاجمين                            |
| ----------- | --------------------------------------- | --------------------------------------------- | ------------------------------------ |
| عصام الحضري | مجيد بوقرة وائل جمعة خوسيه بيدرو ألبرتو | أحمد فتحي بيتر أوديموينغي أليكس سونغ أحمد حسن | أسامواه جيان محمد زيدان فلافيو أمادو |

البدلاء
- ريتشارد كينغسون
- جدو
- إيمانويل مبولا
- كريم زياني
- أشيل إيمانا
- كوادو أسامواه
- سيدو كيتا
- أندريه آيو
- إريك مولونغي
- تشينيدو أوباسي
- سالومون كالو
- جاكوب مولينغا

## الهدافون
عدد الأهداف المُسجلة  71 هدفًا  في 29 مباراة، بمتوسط 2.45 هدفًا في المباراة الواحدة.
5 أهداف
- جدو

3 أهداف
- فلافيو أمادو
- أحمد حسن
- أسامواه جيان
- سيدو كيتا

هدفان
- مانوتشو
- صامويل إيتو
- عماد متعب
- راسل موافوليروا
- فريديريك كانوتيه
- بيتر أوديموينغي
- جاكوب مولينغا

هدف
- عامر بوعزة
- مجيد بوقرة
- رفيق حليش
- كريم مطمور
- سيباستياو جيلبرتو
- رزاق أوموتويوسي
- أشيل إيمانا
- جيريمي نجيتاب
- محمدو إدريسو
- لاندري نغويمو
- ديدييه دروغبا
- جرفينيو
- سالومون كالو
- عبد القادر كيتا
- سياكا تييني
- محمد عبد الشافي
- حسني عبد ربه
- أحمد المحمدي
- محمد زيدان
- دانييل كوزين
- فابريس دو ماركولينو
- أندريه آيو
- ديفي باندا
- إلفيس كافوتيكا
- مامادو باغايوكو
- مصطفى ياتاباري
- فومو
- ميرو
- أوبافيمي مارتينز
- تشينيدو أوباسي
- فيكتور أوبينا
- ياكوبو إيغبيني
- أمين الشرميطي
- زهير الذوادي
- جيمس تشامانغا
- رينفورد كالابا
- كريستوفر كاتونغو

هدف ذاتي
- أوريليان شيدجو (ضد تونس)

هدفين ذاتيين
- داريو كان (ضد بنين ومصر)

## الترتيب النهائي
وفقًا للاتفاقية الإحصائية في كرة القدم، يتم اعتبار المباريات التي تقرر في الوقت الإضافي بمثابة انتصارات وخسائر، في حين يتم اعتبار المباريات التي تقررها ركلات الترجيح كتعادلات.
| م  | الفريق       | لعب | ف | ت | خ | أ.له | أ.ع | أ.ف | نقاط | النتيجة النهائية       |
| -- | ------------ | --- | - | - | - | ---- | --- | --- | ---- | ---------------------- |
| 1  | مصر          | 6   | 6 | 0 | 0 | 15   | 2   | +13 | 18   | البطل                  |
| 2  | غانا         | 5   | 3 | 0 | 2 | 4    | 4   | 0   | 9    | الوصيف                 |
| 3  | نيجيريا      | 6   | 3 | 1 | 2 | 6    | 4   | +2  | 10   | المركز الثالث          |
| 4  | الجزائر      | 6   | 2 | 1 | 3 | 4    | 10  | −6  | 7    | المركز الرابع          |
|    |              |     |   |   |   |      |     |     |      |                        |
| 5  | أنغولا       | 4   | 1 | 2 | 1 | 6    | 5   | +1  | 5    | نُحي في ربع النهائي     |
| 6  | زامبيا       | 4   | 1 | 2 | 1 | 5    | 5   | 0   | 5    | نُحي في ربع النهائي     |
| 7  | ساحل العاج   | 3   | 1 | 1 | 1 | 5    | 4   | +1  | 4    | نُحي في ربع النهائي     |
| 8  | الكاميرون    | 4   | 1 | 1 | 2 | 6    | 8   | −2  | 4    | نُحي في ربع النهائي     |
|    |              |     |   |   |   |      |     |     |      |                        |
| 9  | مالي         | 3   | 1 | 1 | 1 | 7    | 6   | +1  | 4    | نُحي في مرحلة المجموعات |
| 10 | الغابون      | 3   | 1 | 1 | 1 | 2    | 2   | 0   | 4    | نُحي في مرحلة المجموعات |
| 11 | تونس         | 3   | 0 | 3 | 0 | 3    | 3   | 0   | 3    | نُحي في مرحلة المجموعات |
| 12 | مالاوي       | 3   | 1 | 0 | 2 | 4    | 5   | −1  | 3    | نُحي في مرحلة المجموعات |
| 13 | بوركينا فاسو | 2   | 0 | 1 | 1 | 0    | 1   | −1  | 1    | نُحي في مرحلة المجموعات |
| 14 | بنين         | 3   | 0 | 1 | 2 | 2    | 5   | −3  | 1    | نُحي في مرحلة المجموعات |
| 15 | موزمبيق      | 3   | 0 | 1 | 2 | 2    | 7   | −5  | 1    | نُحي في مرحلة المجموعات |

## التميمة
تميمة البطولة هو بالانكينها الذي استوحى من الظبي السمور العملاق (Hippotragus niger variani) وهو رمز وطني وحيوان ثمين في أنغولا، لا يوجد هذا الحيوان إلا في منتزه كانغاندالا الوطني في مقاطعة مالانجي.

## كرة المباريات
كرة المباريات الرسمية لهذه البطولة هي أديداس جابلواني أنغولا، وهي نسخة معدلة من أديداس جابولاني التي ستستخدم في كأس العالم لكرة القدم 2010، بألوان علم أنغولا.

## الهجوم على منتخب توغو
في 8 يناير 2010، هاجم مسلحون في كابيندا، أنغولا، حافلة فريق توغو الوطني لكرة القدم، أثناء سفرها إلى البطولة. وقال متحدث باسم اتحاد كرة القدم التوغولي إن مساعد المدرب أميليتي أبالو وموظف الصحافة ستانيسلاود أوكلو قد ماتوا وكذلك السائق. وأعلنت جبهة تحرير جيب كابيندا – المركز العسكري مسؤوليتها عن الهجوم. انسحب الفريق التوغولي من المسابقة في اليوم التالي. وقرر اللاعبون في البداية التنافس إحياء لذكرى الضحايا بهذه الطريقة، لكنهم أمروا فورًا بالعودة من قبل الحكومة التوغولية.
و بعد رحيل توغو من أنغولا، تم طرد توغو رسميًا من الدورة بعد فشلها في الوفاء بمباراتها الافتتاحية في المجموعة باء ضد غانا في 11 يناير. وفي 30 يناير 2010، منع الكاف توغو من المشاركة في بطولتي كأس الأمم الإفريقية التاليتين، وفرضت عليها غرامة قدرها 50،000 دولار أمريكي بسبب "ضلوع الحكومة في الانسحاب من البطولة". ولن تتمكن توغو من المنافسة إلا في عام 2015، ولكن هذا الحظر أُلغي في 14 مايو 2010 بحكم صادر عن محكمة التحكيم في مجال الرياضة.

## وصلات خارجية
- الموقع الرسمي
- ملف بشأن كأس الأمم الأفريقية – راديو فرنسا الدولي
- دليل عام لكأس الأمم الأفريقية
- كأس الأمم الأفريقية 2010 – (بالعربية)
- كأس الأمم الأفريقية 2010 على ESPN نسخة محفوظة 1 فبراير 2013 على موقع واي باك مشين.